# اچ‌دی ۴۲۶۱۸
اچ‌دی ۴۲۶۱۸ (انگلیسی: HD 42618) ستاره‌ای در صورت فلکی شکارچی است که در فاصله ۷۹.۶ سال نوری از خورشید قرار دارد.